# Slussen (metropolitana di Stoccolma)
Slussen è una stazione della metropolitana di Stoccolma, della ferrovia suburbana Saltsjöbanan e di un terminal di autobus pubblici, oltre che essere un importante snodo per il traffico cittadino.
La fermata della metropolitana è posizionata sul percorso delle linee rossa e verde della rete metroviaria cittadina tra la fermata di Gamla stan e quelle di Mariatorget o Medborgarplatsen, a seconda del capolinea di destinazione.
La stazione, nella sua prima e semplice forma, è stata inaugurata dal re Gustavo V in data 1º ottobre 1933 ed inizialmente utilizzata solo dalla ferrovia Saltsjöbanan. La stazione della metropolitana divenne operativa dal 1º ottobre 1950 e fu successivamente ampliata nel 1957, anno in cui aprì il tratto da qui fino a Hötorget.
Le piattaforme sono localizzate tra i 7 ed i 24 metri sotto il livello del suolo. Dispone di tre ingressi distinti: uno di questi è ubicato sul piazzale Ryssgården, uno sulla strada Götgatan, ed un altro dal Saltsjöbanan o dal terminal di autobus. Gli interni nel corso degli anni sono stati decorati da numerose opere frutto di artisti locali, tra cui Aston Forsberg, Birger Forsberg, Sune Fogde, Harald Lyth, Bernt Rafael Sundberg, Gun Gordillo.
In termini di traffico Slussen è (dopo T-Centralen) la seconda stazione metroviaria più utilizzata della rete, con la sua media di 83.500 passeggeri al giorno.
La stazione della ferrovia a scartamento ridotto Saltsjöbanan ha subìto uno spostamento nel 1936, passando dal vicino molo Stadsgården alla sua attuale collocazione. Inizialmente la denominazione della stazione era Stoccolma-Saltsjöbanan: il nome Slussen divenne ufficiale da quando l'azienda SL ne ha rilevato la gestione. Oggi la media di utilizzo giornaliero di questa ferrovia è pari a 6.900 passeggeri circa.
Il terminal di autobus, il più grande della città e dell'intera Svezia, viene utilizzato mediamente da 43.400 persone al giorno. Da qui partono collegamenti diretti verso le aree di Nacka e Värmdö.

## Tempi di percorrenza
| Linea | Capolinea       | Tempo  | Stazione                              | Tempo             |
| T17   | Åkeshov         | 25 min | T-Centralen Gamla stan                | 4 min 2 min       |
| T17   | Skarpnäck       | 16 min | T-Centralen Gamla stan                | 4 min 2 min       |
| T18   | Alvik           | 18 min | T-Centralen Gamla stan                | 4 min 2 min       |
| T18   | Farsta strand   | 21 min | T-Centralen Gamla stan                | 4 min 2 min       |
| T19   | Hässelby strand | 37 min | T-Centralen Gamla stan                | 4 min 2 min       |
| T19   | Hagsätra        | 20 min | T-Centralen Gamla stan                | 4 min 2 min       |
| T13   | Ropsten         | 12 min | T-Centralen Gamla stan Östermalmstorg | 4 min 2 min 6 min |
| T13   | Norsborg        | 33 min | T-Centralen Gamla stan Östermalmstorg | 4 min 2 min 6 min |
| T14   | Mörby centrum   | 19 min | T-Centralen Gamla stan Östermalmstorg | 4 min 2 min 6 min |
| T14   | Fruängen        | 15 min | T-Centralen Gamla stan Östermalmstorg | 4 min 2 min 6 min |

## Galleria d'immagini

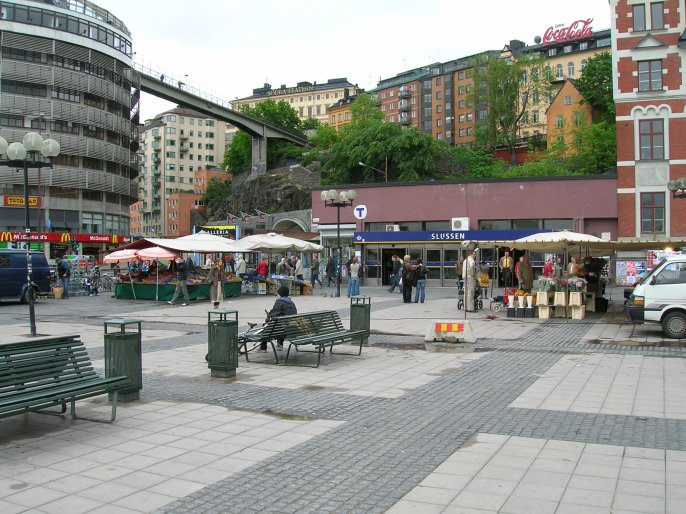
Ryssgården, piazzale in cui è situato un accesso
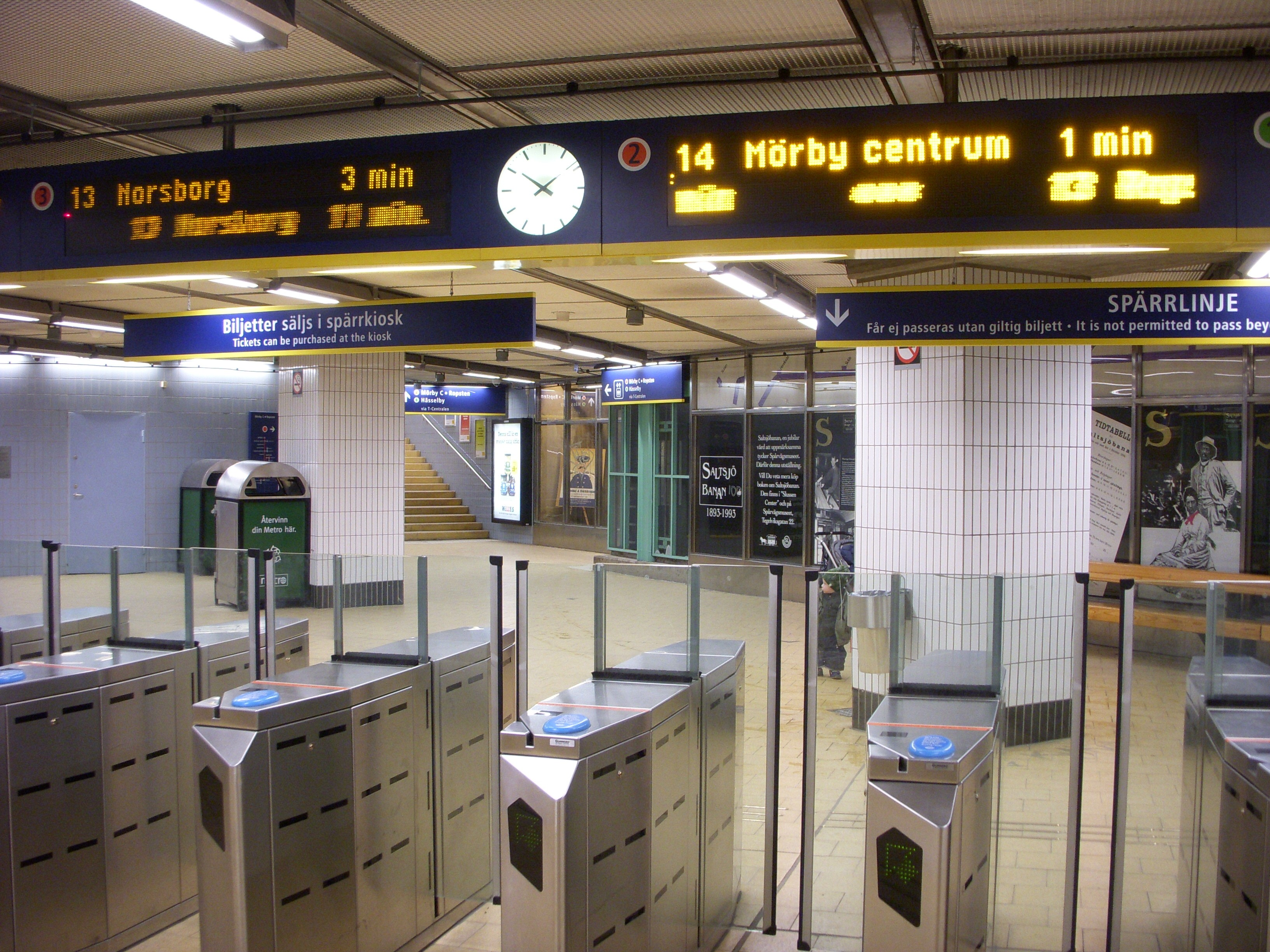
Ingresso della stazione
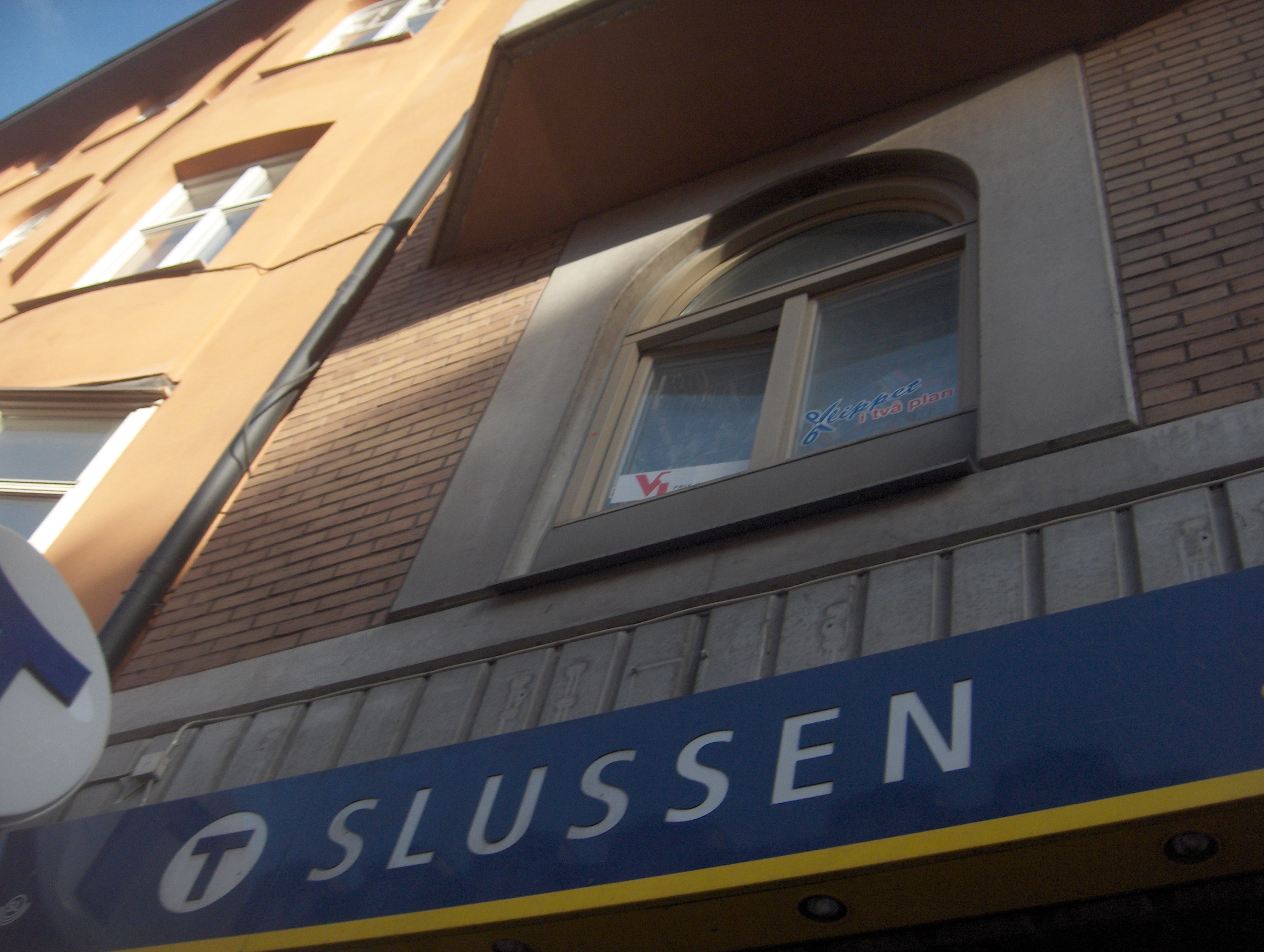
Accesso dalla strada Götgatan
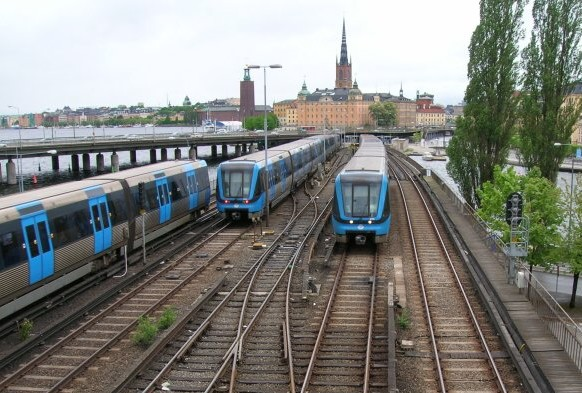
Treni fra Gamla stan e Slussen
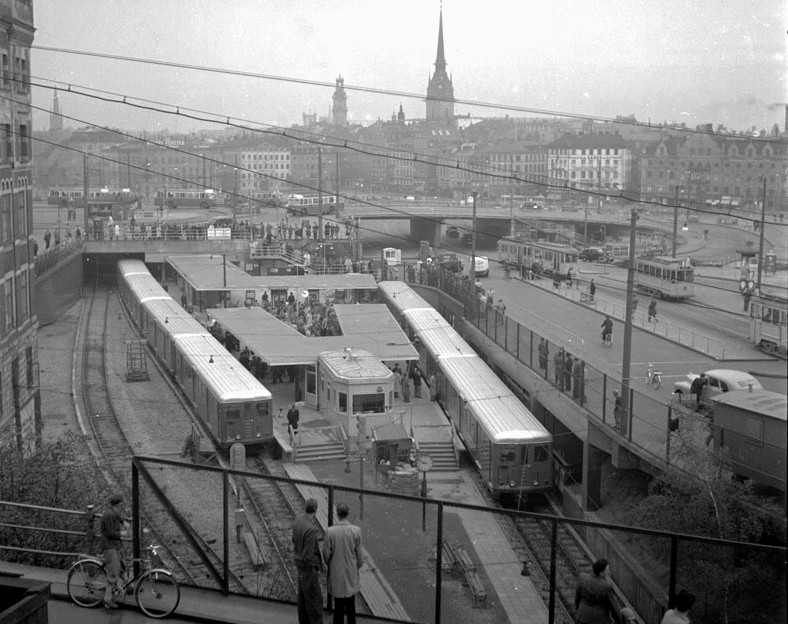
La stazione nel 1950